# Сушуар

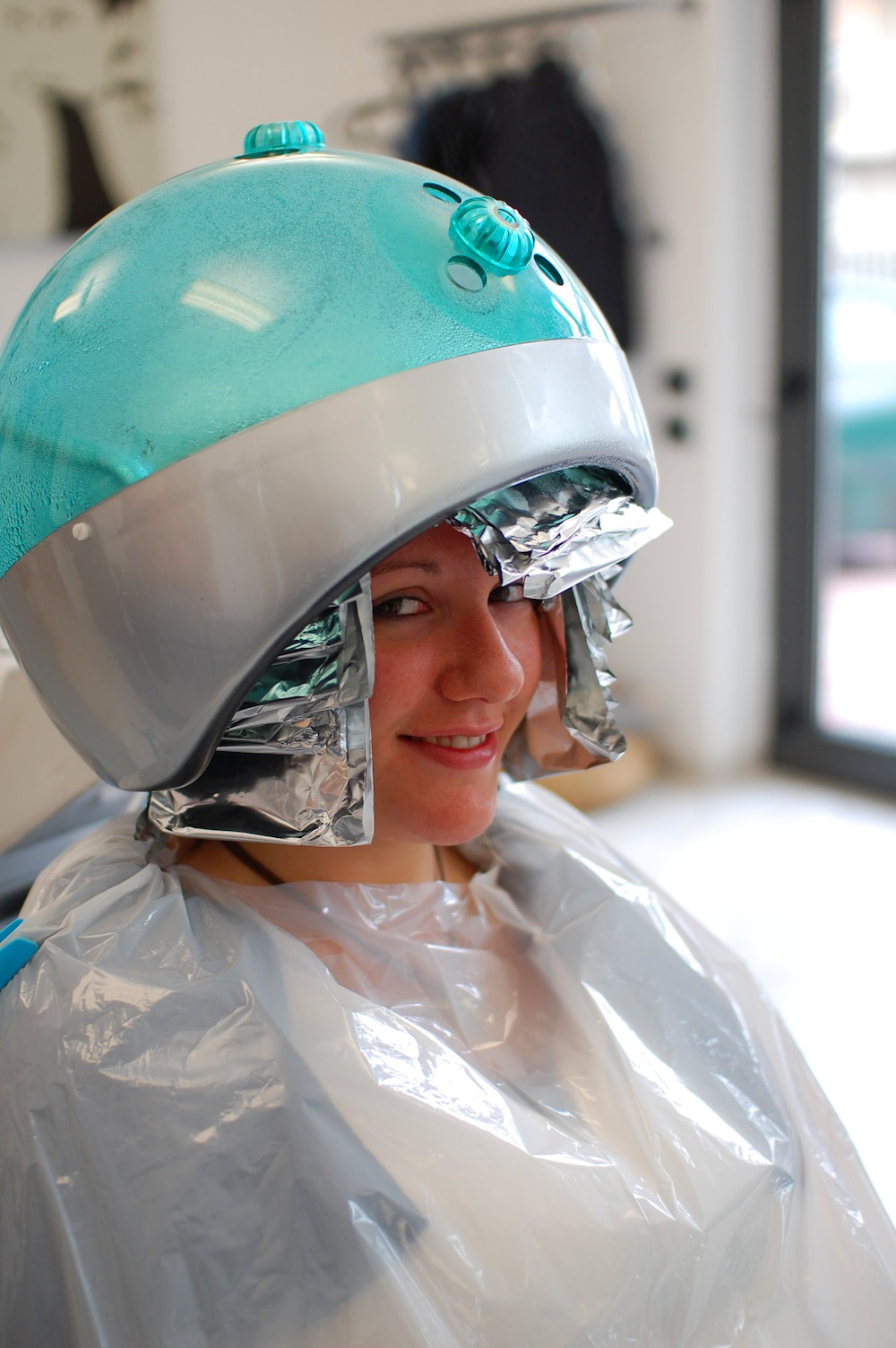
Сушуар

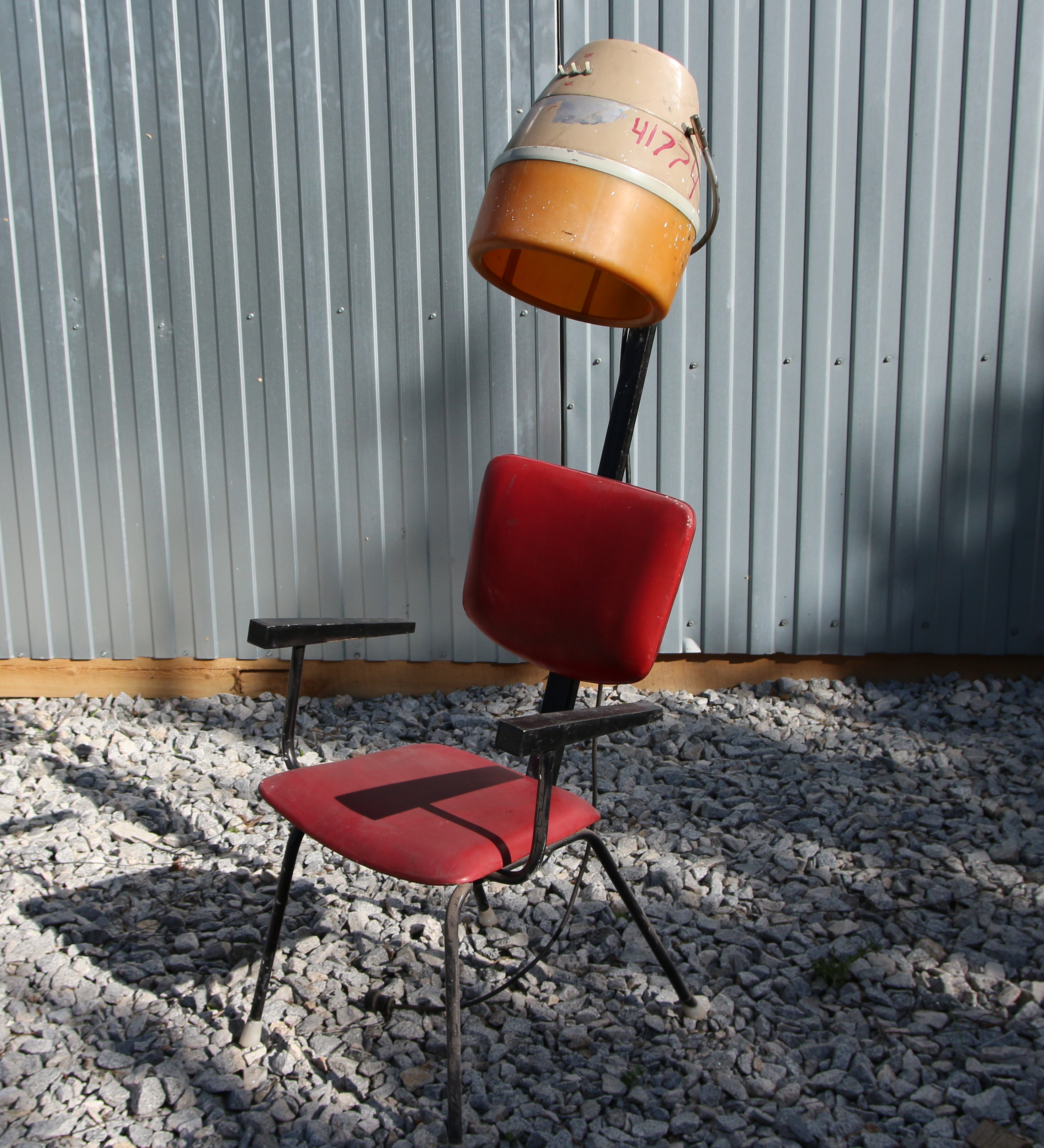
Сушуар производства МБО ЭССР ОМЗ «Teras», 1986 год. РСТ ЭССР 222-74. Аппарат имеет асинхронный двигатель и два нихромовых нагревателя открытого типа

Сушуа́р — большой профессиональный фен в виде «шапки» для сушки волос в парикмахерской, салоне красоты, бане, сауне, бассейне и т.д.. Для нагрева воздуха применяется тэн (электрическая спираль). Оснащен терморегулятором и таймером, может быть как стационарным, так и передвижным.

## Этимология

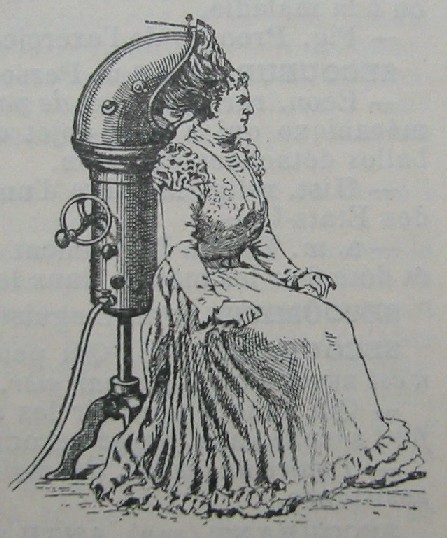
сушуар 1900 годов

Слово «сушуар» представляет собой искажённое под воздействием «народной этимологии» французское слово sechoir ([sᴇʃwᴀ:r]) — «сушилка», от secher — «сушить».

## Использование
Сушуары могут быть использованы для равномерного просушивания волос, для лечения, для кондиционирования волос. На сушуаре имеется реле времени и регулятор температуры. 

## Виды сушуаров

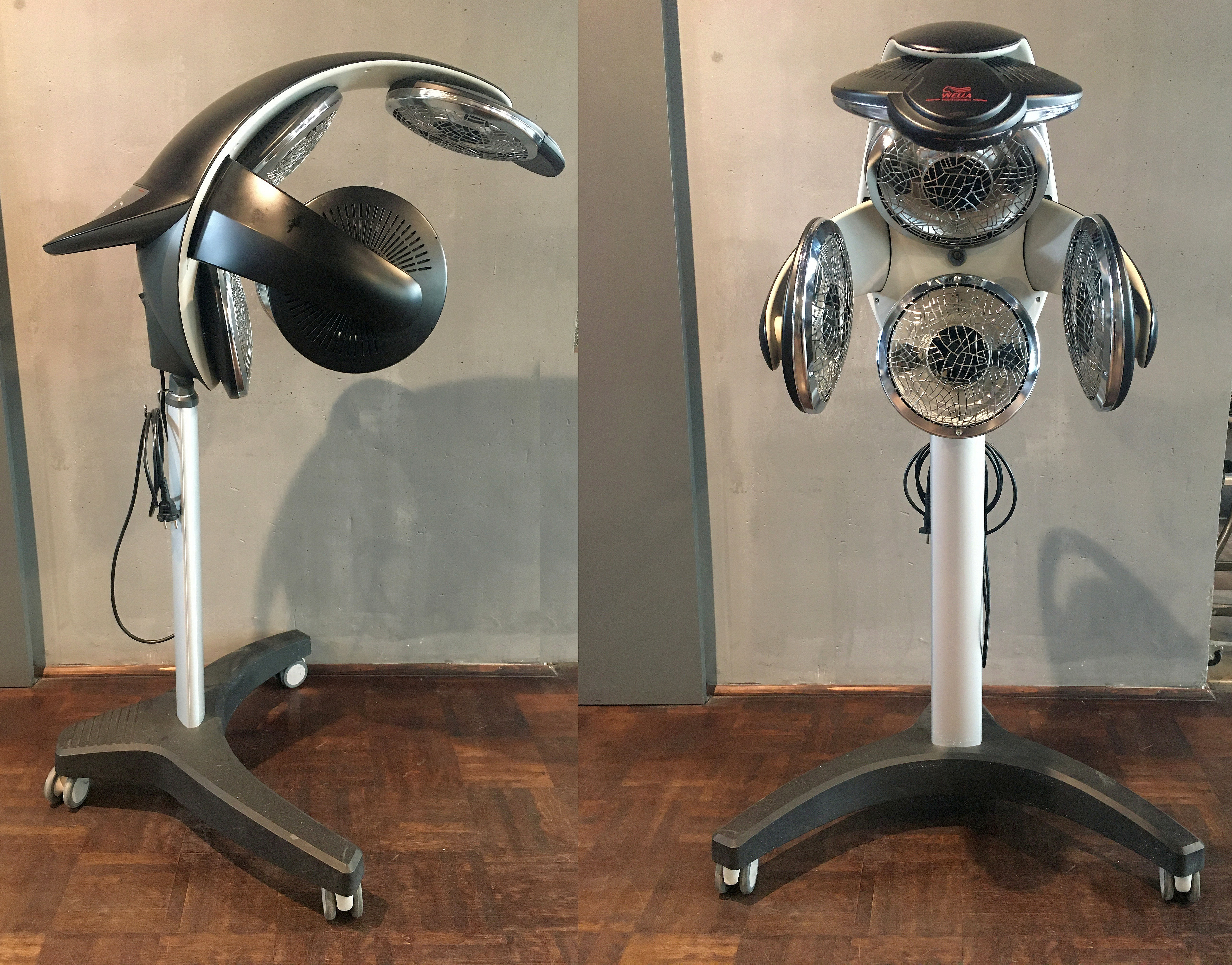
инфракрасный сушуар

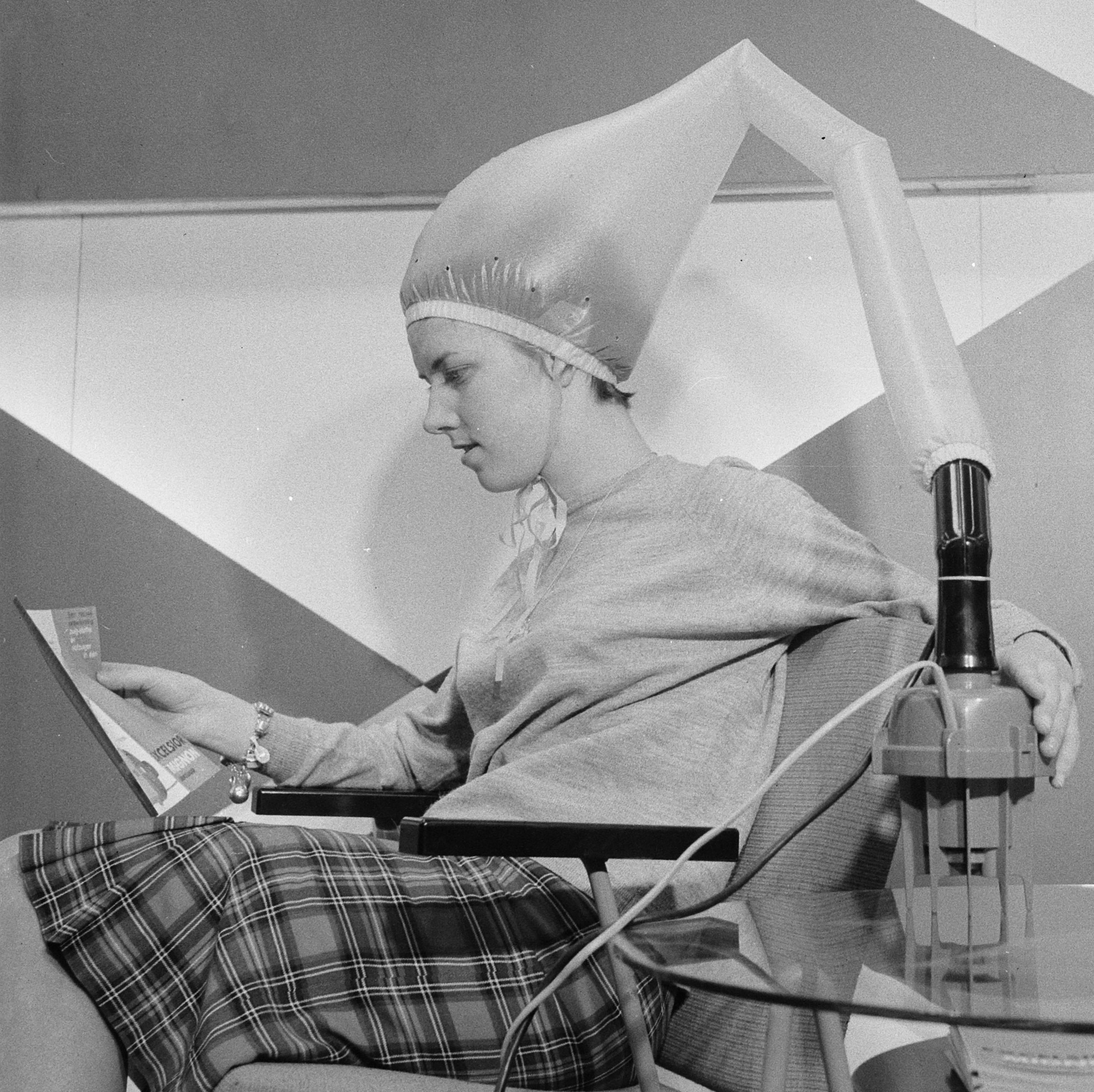
фен с насадкой для сушки волос

Сегодня разделяют два вида сушуаров:
- Передвижной — регулируется по высоте, имеет колесики со штативом.
- Стационарный — имеет кронштейн для крепления на стене.

## Конструкция
Принцип работы и конструкция схожи у обеих разновидностей прибора. В состав сушуара непременно входят:
- Сушильная головка;
- Диффузор с крышкой;
- Выдвижная труба.

При выборе обращают внимание на мощность сушуара, на количество скоростей — из этого складывается цена прибора, внешний вид модели зависит от фирмы-производителя.